# Горбачёв, Николай Петрович
Николай Петрович Горбачёв (1913 — ?) — конструктор реактивных вооружений, лауреат Сталинской премии.

## Биография
Окончил МАИ имени С. Орджоникидзе по специальности «дирижаблестроение» (1938).
С 1937 года работал в конструкторских бюро РНИИ РККА (НИИ-1) по разработке реактивных снарядов.
До 1946 года — в ГЦКБ-1. С 1946 года начальник отдела К-1 в КБ-2 Минсельхозмаша (с 1951 года его отдел в составе НИИ-1). Главный конструктор реактивных систем М-13А, М-31, М-31А.

## Награды и премии
- Сталинская премия второй степени (1951) — за работу в области машиностроения